# Jonathan Shapiro

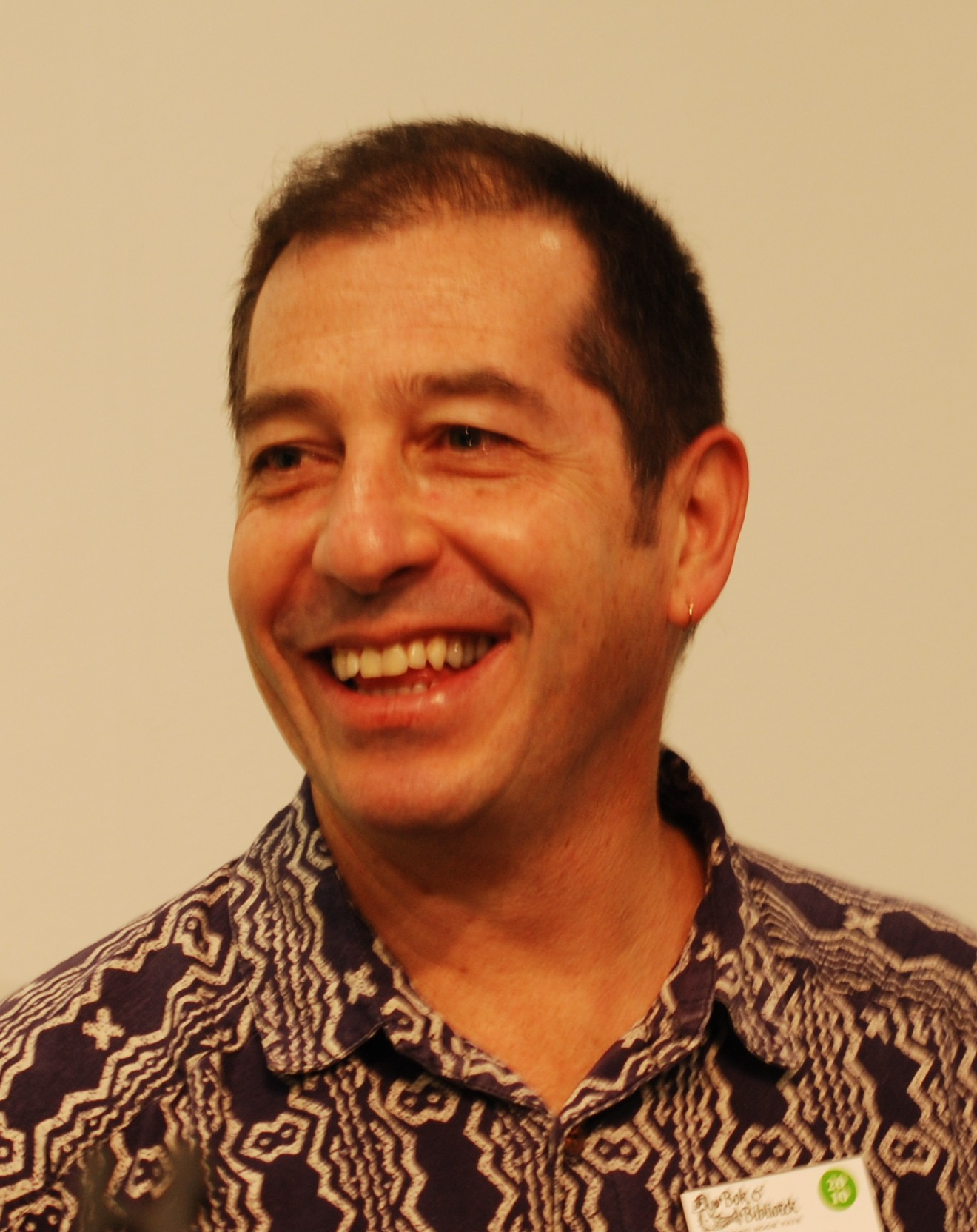
Jonathan Shapiro (2010 in Göteborg)

Jonathan Brian Shapiro (* 27. Oktober 1958 in Kapstadt), bekannt als Zapiro, ist ein südafrikanischer Karikaturist.

## Leben
Shapiro wurde als Sohn von Gershon und Gaby Shapiro geboren. Nach dem Matric an der Rondebosch Boys’ High School studierte an der University of Cape Town Architektur, wechselte jedoch zur Michaelis School of Fine Arts derselben Universität, wo er Kunst studierte. Anschließend musste er seinen Wehrdienst bei der South African Defence Force ableisten, wo er den Dienst mit der Waffe verweigerte.
Ab 1983 engagierte er sich in der neugegründeten United Democratic Front und wurde unter dem Illegal Gatherings Act verhaftet. Er war Mitglied der End Conscription Campaign, deren Logo er entwarf. 1987 veröffentlichte er erstmals Karikaturen in der Lernzeitschrift South. Er erhielt ein Fulbright-Stipendium, wurde 1988 kurz festgenommen und studierte anschließend bis 1991 Karikaturen-Zeichnen an der School of Visual Arts in New York.
1994 bis 2016 veröffentlichte er in der Zeitung Weekly Mail/Mail & Guardian, 1994 bis 2005 im Sowetan, 1996 bis 1997 im Cape Argus, seit 1998 in der Sunday Times, 2009 bis 2016 in The Times und seit 2017 im Daily Maverick. Daneben erscheinen seine Karikaturen auch in anderen Publikationen.
Von 2003 bis 2006 nahm Shapiro am Weltwirtschaftsgipfel in Davos teil. Seitdem der damalige stellvertretende Präsident Jacob Zuma 2005 in einem Prozess behauptet hatte, dass man das HIV durch Duschen beseitigen könne, zeichnet Shapiro Zuma – der 2009 Präsident wurde – stets mit Duschkopf oberhalb des Kopfes. 2006 klagte Zuma wegen einiger Karikaturen Shapiros auf Zahlung von 15 Millionen Rand wegen übler Nachrede; 2013 wurde die Klage fallen gelassen. Eine weitere Klage Zumas aus dem Jahr 2008 zog dieser 2012 zurück. 2009 begann die Ausstrahlung der Fernsehserie ZANEWS, eine satirische Fernsehshow mit Puppen, die bekannte Südafrikaner darstellen, erdacht von Shapiro und Produzent Thierry Cassuto. Bis Februar 2015 hatte er rund 5000 Karikaturen gezeichnet.
Shapiro hatte viele internationale Einzelausstellungen, darunter in New York, London und Frankfurt am Main, sowie zahlreiche Gruppenausstellungen.

## Rezeption

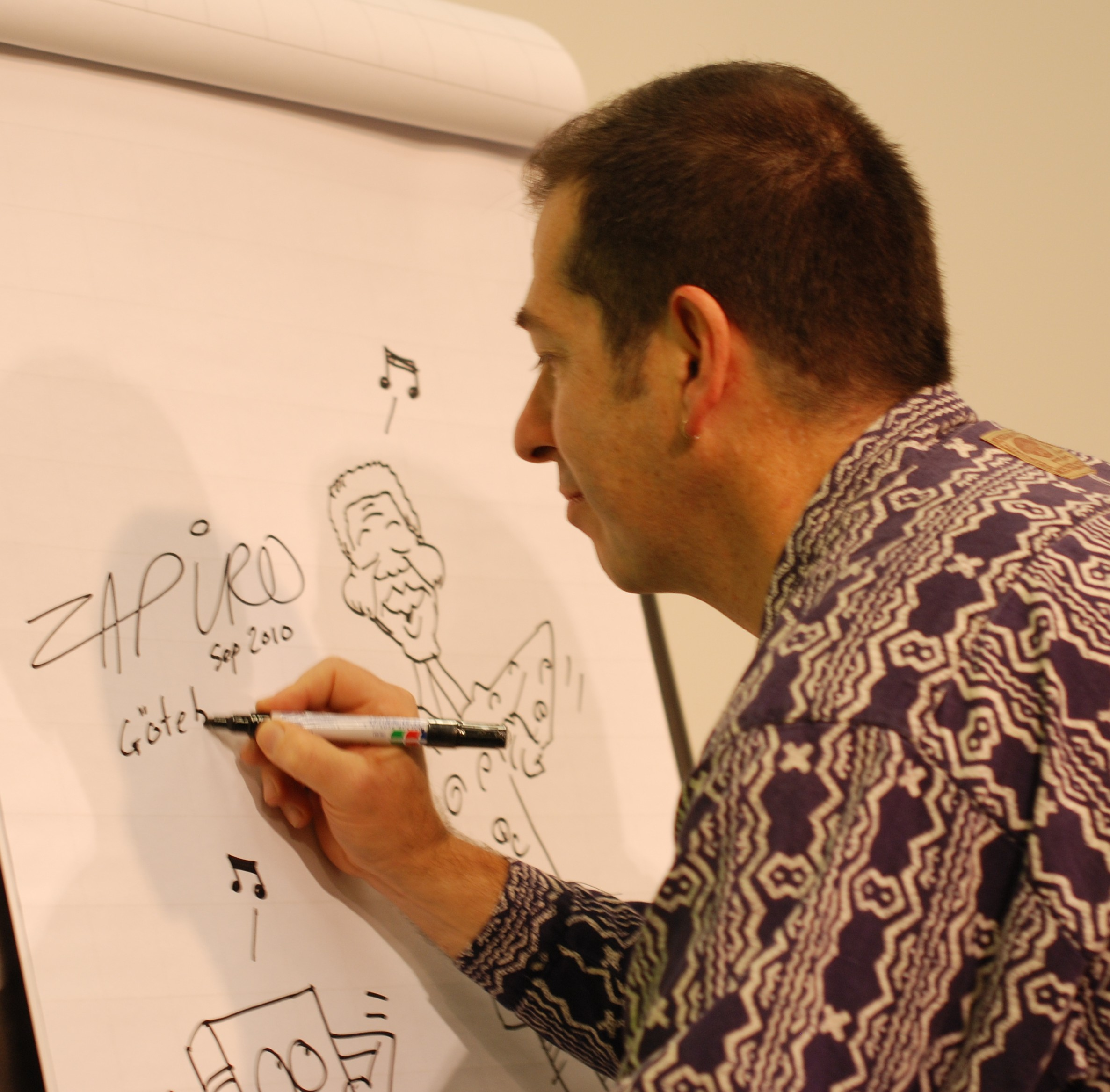
Shapiro beim Zeichnen einer Nelson-Mandela-Karikatur

Die Zeitung Mail & Guardian bezeichnete Shapiro als beliebtesten Karikaturisten Südafrikas.

## Auszeichnungen (Auswahl)
- 2001: CNN African Journalist of the Year Award
- 2004: Ehrendoktorwürde der University of Transkei
- 2005: Honorary Sunday Times Alan Paton Literary Award
- 2005: Prinz-Claus-Preis (Hauptpreis)
- 2007: 1. Platz eines Wettbewerbs der deutschen Zeitschrift „Entwicklungspolitik – Information Nord-Süd“ für afrikanische Karikaturisten
- 2008: Ehrendoktorwürde der Rhodes University
- 2009: Media Institute of Southern Africa Press Freedom Award[1]
- 2012: Freedom to Publish Prize der Internationalen Verleger-Union[5]

## Werke
Seit 1996 (The Madiba Years) erscheint jährlich eine Sammlung von Karikaturen Shapiros.
Weitere Veröffentlichungen:
- 2008: The Mandela Files. (Karikaturen über Nelson Mandela)
- 2013: VuvuzelaNation. (Sportcartoons)
- 2014: Democrazy. (Karikaturensammlung über 20 Jahre Demokratie in Südafrika)